# Vains Conseils
Vains Conseils est une nouvelle de Guy de Maupassant, parue en 1884.

## Historique
Vains Conseils est initialement publiée dans la revue Gil Blas du 26 février 1884, sous le pseudonyme Maufrigneuse.

## Résumé
Sous la forme d’une lettre à un ami qui lui a demandé conseil pour rompre avec sa vieille maîtresse, le narrateur lui reproche tout d’abord d’avoir pris pour amante une femme de plus de quarante ans. 
Pour rompre, il lui conseille de disparaitre et, s’il la croise, de feindre de ne pas la connaître. Seul danger, le vitriol. Deuxième possibilité, se faire surprendre par le mari, mais le mari voudra-t-il surprendre sa femme ?
Enfin, il reste aussi la possibilité de se marier avec une autre ou de rendre mère la dame avec qui vous voulez rompre…

## Extraits
- « D’abord l’âge de ta maîtresse constitue à lui tout seul un danger terrible. Les femmes, à ce point-là (quarante ans), cherchent leur dernière proie, le pain à mettre sur la planche pour les vieux jours. »
- « Quand tu l’as prise c’était un plat mangeable. Maintenant, ce ne sont plus que des restes…bon à jeter. »

## Éditions
- Vains conseils, Maupassant, contes et nouvelles, texte établi et annoté par Louis Forestier, Bibliothèque de la Pléiade, éditions Gallimard, 1974  (ISBN 978 2 07 010805 3).